# Kamienica przy ul Kopernika 4 w Toruniu
Kamienica przy ul Kopernika 4 w Toruniu – kamienica znajdująca się na Starym Mieście w Toruniu, siedziba redakcji zamiejscowej Telewizji Polskiej. Kamienica wpisana jest do gminnej ewidencji zabytków (nr 413).